# Ribeirão do Aventureiro
Ribeirão do Aventureiro är ett vattendrag i Brasilien.   Det ligger i delstaten Minas Gerais, i den sydöstra delen av landet, 900 km sydost om huvudstaden Brasília.
Omgivningarna runt Ribeirão do Aventureiro är huvudsakligen savann. Runt Ribeirão do Aventureiro är det ganska tätbefolkat, med 58 invånare per kvadratkilometer.